# Sépia
Pour les articles homonymes, voir Sépia (homonymie).

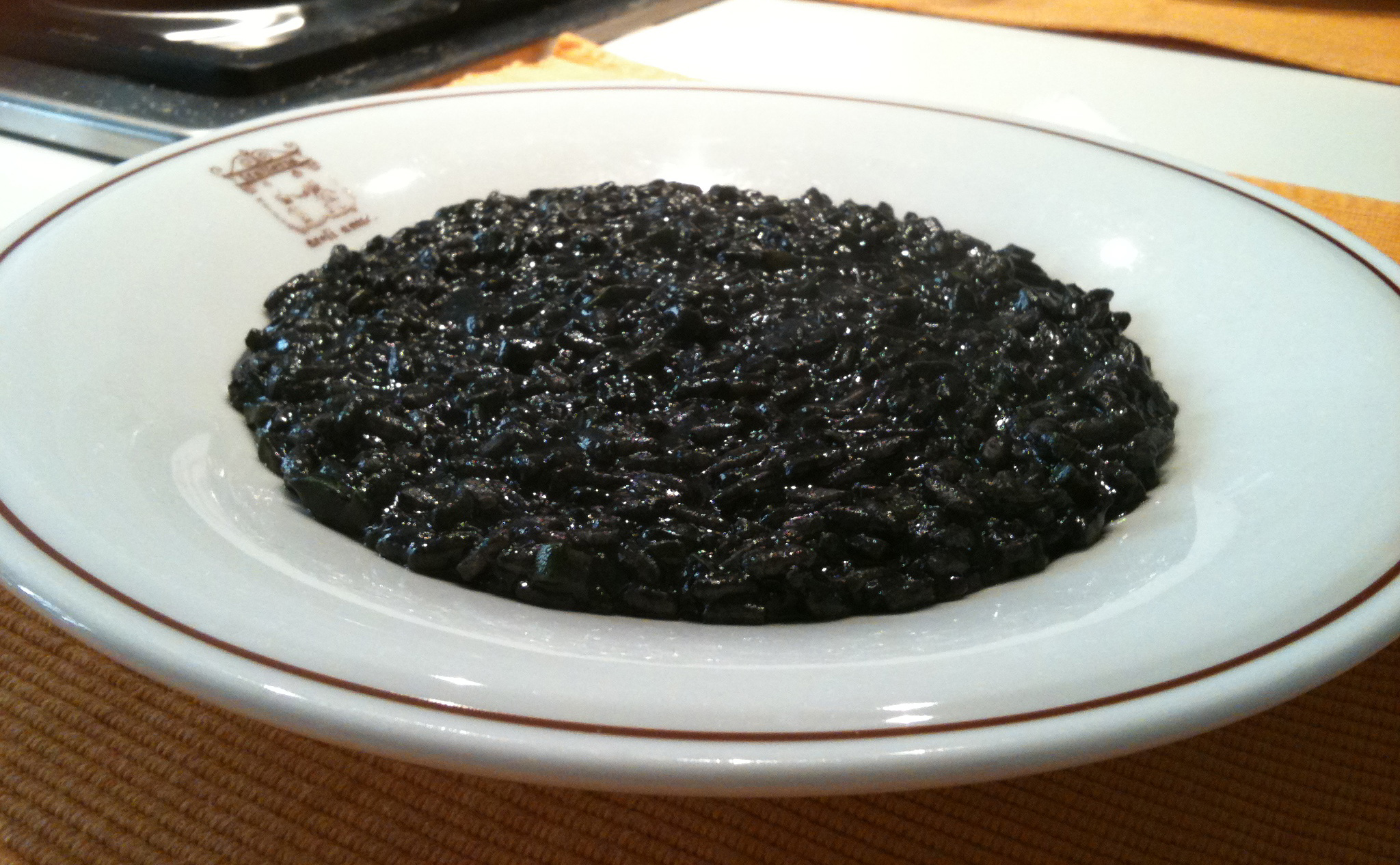
Risotto à la sépia

La sépia ou encre de seiche est un liquide sécrété par certains céphalopodes tels que seiches et calmars dans un organe appelé poche du noir. Cette poche comprend deux parties, l'une, glandulaire, produisant un pigment, la mélanine, l'autre servant de réservoir à ce pigment noir qui, mélangé au mucus, forme l'encre. Les céphalopodes expulsent cette encre à volonté en nuage compact pour désemparer leur agresseur et masquer une manœuvre de fuite. Ce nuage semble dessiner la forme de l'animal et peut persister 10 minutes. 
Cette encre est utilisée en cuisine et en arts graphiques.
La couleur sépia désigne par synecdoque le brun violacé obtenu par l'emploi de l'encre de seiche. En photographie, un tirage sépia est une image monochrome dont les valeurs sombres sont brunes plutôt que noires.

## Cuisine
L'encre de seiche sert pour colorer et parfumer les aliments, comme les pâtes à l'encre de seiche.
Les calmars à l'encre de seiche (espagnol : calamares en su tinta) sont une spécialité de la cuisine espagnole et basque. Le risotto à l'encre de seiche est une spécialité de la cuisine italienne.

## Arts graphiques
La sépia est une matière colorante brune servant pour l'aquarelle et le lavis. On appelle aussi sépia un dessin ou une peinture exécutée dans les mêmes tons, quoique l'artiste ait pu utiliser d'autres produits, comme le bistre, l'encre de noix de galle ou une encre de Chine teintée.
La sépia extraite de la seiche de l'Adriatique, sepia officinalis, s'emploie en France comme encre et en lavis depuis le début du XVIIIe siècle, bien qu'il soit mentionné en Italie, à proximité des zones de production, deux siècles plus tôt. On extrait de l'animal la poche à encre qu'on sèche. Pour fabriquer l'encre, on en retire le noir qu'on pulvérise et qu'on lessive dans le carbonate de potassium avant de le précipiter à l'acide. Ce pigment est instable ; il peut pâlir et jaunir (VTT).
La rareté des poches de noir de seiche a fait largement substituer à la sépia, depuis la fin du XIXe siècle, le ton sépia fabriqué le plus souvent avec des terres comme la terre de Cassel ou des produits de combustion comme le bistre, d'une tonalité moins terne et plus chaude. Ces produits ont l'avantage d'être inaltérables. Une décision internationale préconise d'abandonner le terme sépia pour la description de la couleur des encres.
Le mot sépia, modifié éventuellement par claire ou foncée désigne aussi des tons similaires vendus sous forme de craies ou mines.

### Photographie

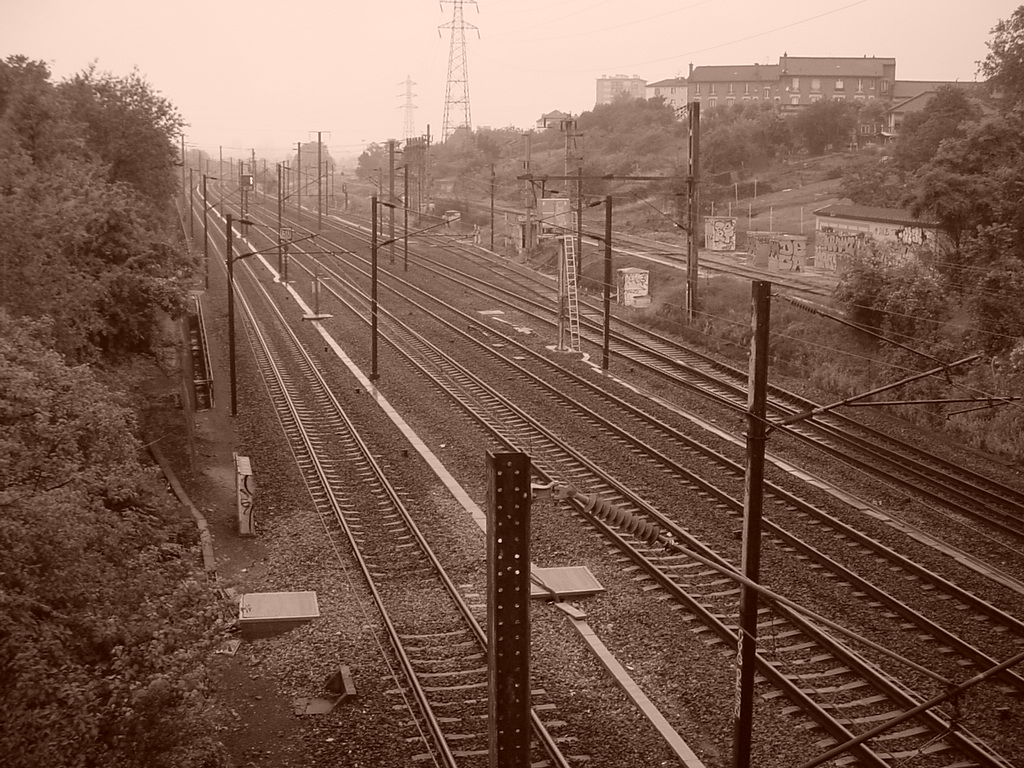
Exemple de tirage sépia en photographie

En photographie, le sépia est une qualité de tirage monochrome obtenue par virage qui ressemble au noir et blanc, mais avec des variations de brun, et non de gris.
On utilise souvent le sépia pour donner un aspect ancien à des photos. Le virage sépia se fait en substituant l'argent métallique du tirage, noir, par du monosulfure, brun.
La désignation « sépia » d'un tirage ancien (généralement avant 1900 : certains papiers salés, les tirages sur papier albuminé, ainsi que, plus proches de nous, les tirages sur papier chloro-bromure) marque souvent l'incertitude quant au procédé photographique réellement employé.